# Ife (Sprache)
Ife (auch: Ana-Ifé, Ana, Baate, Anago, Ede Ife) ist die Sprache des gleichnamigen Volkes der Ife.
Die Ife leben vorwiegend in Benin, Togo und Ghana. Bekannte Dialekte dieser yoruboiden Sprache sind Tschetti, Djama und Dadja.
Im Benin sprechen Ife ca. 80.000, in Togo von ca. 102.000 Menschen gesprochen.
In Togo leben die Sprecher des Ife im nordöstlichen Teil der Region Plateaux in den Präfekturen  Ogou und Est-Mono. Hauptorte der Ife sind Atakpamé, Kamina und Dadja sowie das Dorf Ese-Ana im südlichen Togo. Im Benin leben die Ife in der Collines Province in der Subpräfektur Savalou.
Auch die Bibel wurde bereits in Ife übersetzt. Es gibt einige Radiosendungen, Filme und Bücher in Ife sowie ein Wörterbuch. Es besteht zu 78 Prozent eine lexikarische Übereinstimmung mit Yoruba.